# تاكاشي ماسودا
تاكاشي ماسودا (باليابانية: 益田 孝 ) (و. 1848 – 1938 م) هو رائد أعمال ياباني، ولد في سادو، نييغاتا، توفي عن عمر يناهز 90 عاماً.